# Льєзький університет
Льєзький університет (фр. Université de Liège) — французькомовний університет, заснований в 1817 році у місті Льєж (Бельгія).

## Історія
Університет засновано в 1817 за часів короля Віллема I. Академічна зала споруджена за планами Жана Ноеля Шеврона в 1819—1824 роках. Зараз в цьому приміщенні розташовані філософський та філологічний факультет.

## Структура
Університет складається з 45 відділень і має 8 факультетів. У 2006 році в університеті навчалося 17 000 студентів та працювало 2 500 викладачів і науковців.
Оскільки Льєзький університет має статус державного, він не має теологічного факультету. З 1967 року медичний, природничий та інженерний факультут розташовані на території кампусу Сарт-Тільман, за кілька кілометрів від Льєжа. З 1924 року університет має наукову станцію в Поллер-Венн (Station Scientifique des Hautes-Fagnes). У Веннранді розташована університетська метеостанція, відкрита для відвідувачів.

## Факультети

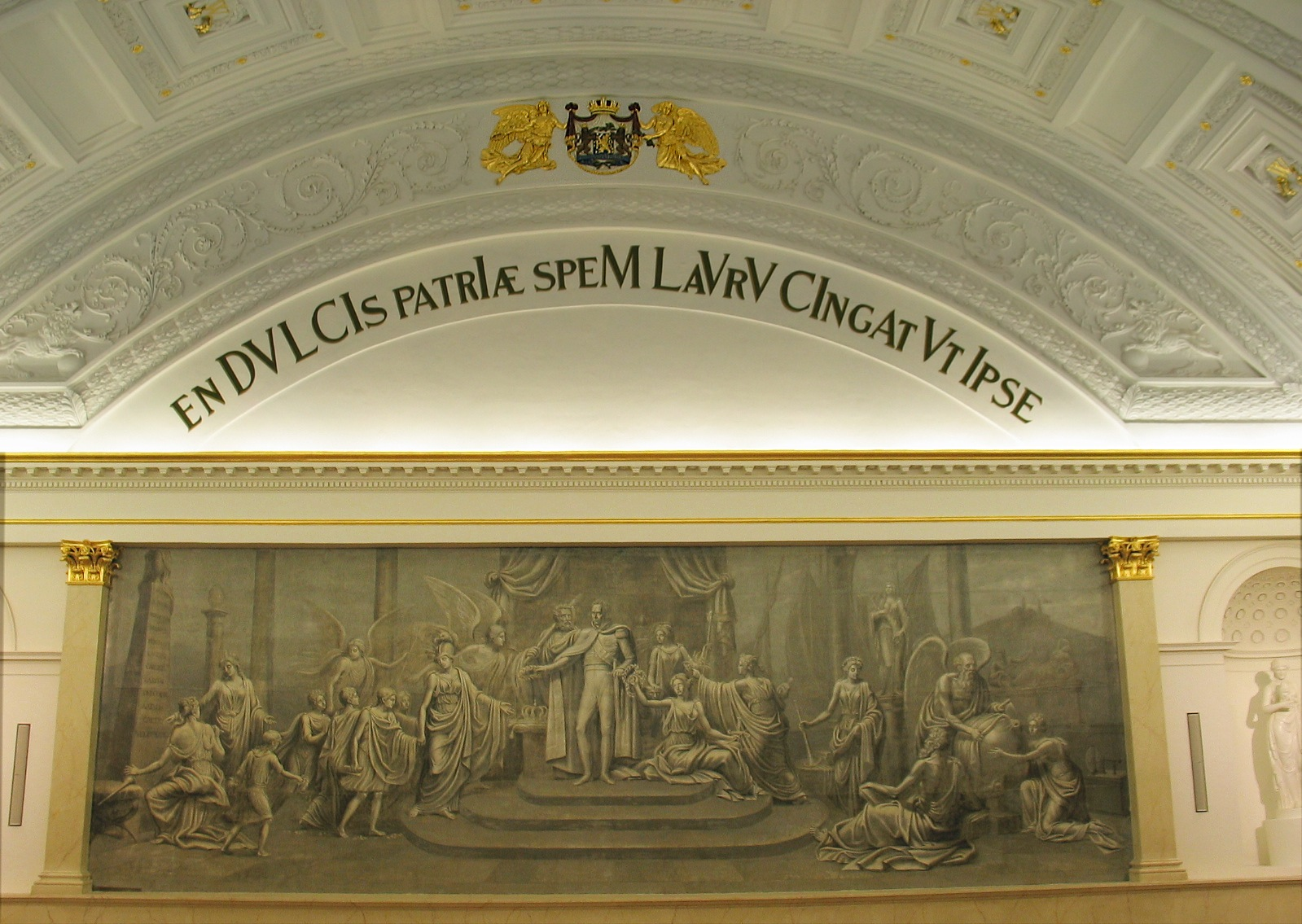
Фреска головної аули

- Філософії й філології
- Права й крімінології
- Природничих наук
- Медицини
- Ветеринарний
- Психології й педагогіки
- Інженерних наук
- Економіки й менеджменту
- Гуманітарних і соціальних наук

## Відомі випускники
- Томашевський Борис Вікторович — літературознавець
- Едуард ван Бенеден (Édouard van Beneden 1846—1910), бельгійський біолог
- Жан-П’єр Дарден (Jean-Pierre Dardenne * 1951) та Luc Dardenne (Luc Dardenne * 1954), бельгійські кінорежисери
- Жак Дюбуа (літературознавець)
- Марсель де Корт (1905—1994), бельгійський філософ
- Фернан Деус (1906—1976), бельгійський політик
- Мішель Фаб’єн (1945—1999), бельгійська письменниця
- Моріс Гревісс (Maurice Grevisse 1895—1980), бельгійський граматик, автор знаменитої граматики французької мови «Le bon usage».
- Матьє Грош (Mathieu Grosch * 1950), бельгійський політик
- П’єр Армель (Pierre Harmel * 1911), бельгійський Rechtsgelehrter und Politiker
- Годфруа Курт (Godefroid Kurth 1847—1916), бельгійський історик
- Анн-Марі Лізен (Anne-Marie Lizin * 1949), бельгійський політик
- Жан-Марі П’ємм (Jean-Marie Piemme * 1944), бельгійський драматург
- Анрі Піренн (Henri Pirenne 1862—1935), бельгійський історик
- Дідьє Рендерс (Didier Reynders * 1958), бельгійський політик
- Léon Rosenfeld (Léon Rosenfeld 1904—1974), бельгійський фізик
- Шарль Оґюстен Сент-Бев (Charles Augustin Sainte-Beuve 1804—1869), французький поет і літературний критик
- Теодор Шванн (Theodor Schwann 1810—1882), німецький фізіолог
- Арун Тазьєфф (Haroun Tazieff 1914—1998), французький вулканолог і геолог
- Жан-Франсуа Тілеман (Jean-François Tielemans 1799—1887), бельгійський політик
- Робер Вівьє (Robert Vivier 1894—1989), бельгійський письменник
- Поль Леду — бельгійський астроном